# The Killing Moon
The Killing Moon is een single van Echo & the Bunnymen. Het is afkomstig van hun album Ocean Rain.
The Killing Moon is grotendeels geschreven door de zanger/gitarist Ian McCulloch van Echo & the Bunnymen. Naar zijn zeggen zat de tekst 'Fate up against your will. Through the thick and thin. He will wait until you give yourself to him” bij het krieken van de dag in zijn hoofd, als door God gezonden. Hijzelf vindt/vond het het beste lied ooit. Tegelijkertijd kwam de inspiratie voor dit nummer uit Space Oddity van David Bowie en met name door het achterstevoren af te luisteren (van het lied is niets terug te horen in The Killing Moon). De oosterse klanken zijn geïnspireerd op een reis door de (muzikale) Sovjet-Unie met balalaikaklanken.
Het lied is te horen geweest in de film Donnie Darko.

## Hitnotering
The Killing Moon stond zes weken genoteerd in de UK Singles Chart en piekte op plaats 9 en werd daarmee een van de grootste hits van de band. Ook in Nieuw-Zeeland was het enigszins populair. De Nederlandse Top 40, de voorloper van Nederlandse Single Top 100 , de Belgische BRT Top 30 en de voorloper van de Vlaamse Ultratop 50 werden niet bereikt.

### NPO Radio 2 Top 2000
Het lied dook ineens in de 17e versie van deze platenlijst op, om het jaar erop deze lijst weer te verlaten. In 2024 werd het nummer in de top 10 van de alternatieve Snob 2000 van de website Ondergewaardeerde Liedjes gestemd.
The Killing Moon stond alleen in 2015 in de NPO Radio 2 Top 2000, op plek 1846.